# Đàn tứ

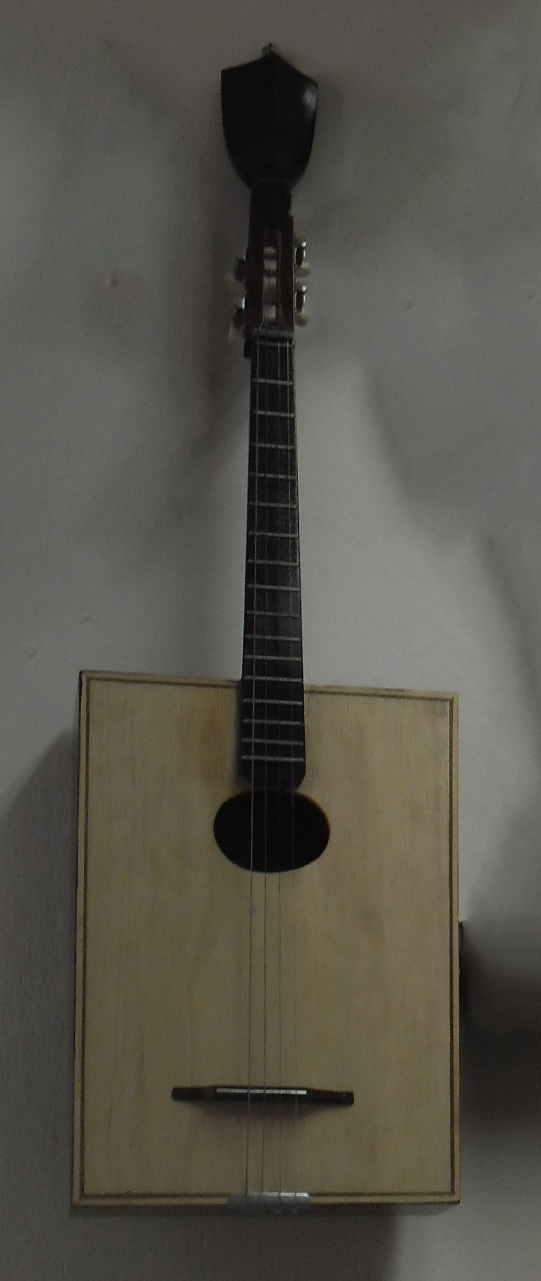
Cấu tạo đàn tứ

Đàn tứ là một loại nhạc cụ cổ truyền của Việt Nam. Nó cũng gọi là guitar của người Việt Nam.

## Tên gọi
Đàn tứ có bốn dây nên người ta gọi là đàn tứ (tứ là bốn). Tuy nhiên đàn này còn nhiều tên gọi khác như đàn đoản (đoản là ngắn) vì cần đàn ngắn hơn các loại đàn có cần còn lại (như đàn nguyệt hay tỳ bà, đàn nguyễn, tần cầm, liễu cầm). Đàn tứ còn có tên gọi đầy đủ là đàn tứ thùng.

## Cấu tạo
Đàn tứ có những bộ phận chính như sau:
1. Bầu vang (bộ phận tăng âm): hình hộp chữ nhật, dẹt. Đường kính mặt đàn và hậu đàn bằng nhau, khoảng 35 cm. Thành bầu xấp xỉ 7 cm.
2. Mặt đàn: Bằng gỗ để mộc. Trên mặt đàn, ở phần dưới có bộ phận móc dây, còn được coi là ngựa đàn.
3. Cần đàn: Bằng gỗ cứng, ngắn và to bản. Tại cần đàn bao gồm: Phím đàn, ngăn phím, dây đàn, mặt phím. Mặt phím là một miếng gỗ dài được ngắn trên cần đàn và đây cũng sẽ là nơi để các ngón tay trái thực hiện thao tác trên đó. Phím đàn là các thanh kim loại để chia mặt phím thành các ngăn và mỗi một ngăn phím là một nốt nhạc.
4. Đầu đàn: Có 4 trục mắc dây, mỗi bên 2 trục.
5. Dây đàn: Tuy có 4 trục mắc dây nhưng gần đây chỉ sử dụng có 2 trục (để móc 2 dây trên mỗi trục). Trước đây dây đàn làm bằng nylon, ngày nay thường dùng dây thép.

Đàn tứ có âm vực rộng 2 quãng tám. Loại đàn tứ cổ truyền có 4 dây (2 dây to đồng âm, 2 dây nhỏ đồng âm) nên ngày nay các nghệ nhân chỉ mắc dây trên 2 trục. Tuy nhiên có người lại gắn 4 dây với 4 âm khác nhau theo kiểu đàn Mandoline. Đây là sự cách tân đáng chú ý.
Đàn tứ thùng là cây đàn cải tiến mới xuất hiện khoảng 40 năm nay ở Việt Nam. Đàn được tạo dáng với thùng đàn hình thang như đàn đáy và gắn bốn dây nilon. Nhìn chúng các dây đàn được chỉnh khá căng trên hàng phím tương đối cao, thích hợp để sử dụng ngón vê. Cần đàn được gắn phím theo hệ thống 12 bán âm như hệ thống thang âm Tây phương. Vì lẽ đó Đàn tứ thùng rất thuận tiện trong việc trình tấu những sáng tác lấy chất liệu từ âm nhạc dân gian, truyền thống nhưng lại mang phong cách âm nhạc hiện đại.

## Sử dụng và biểu diễn

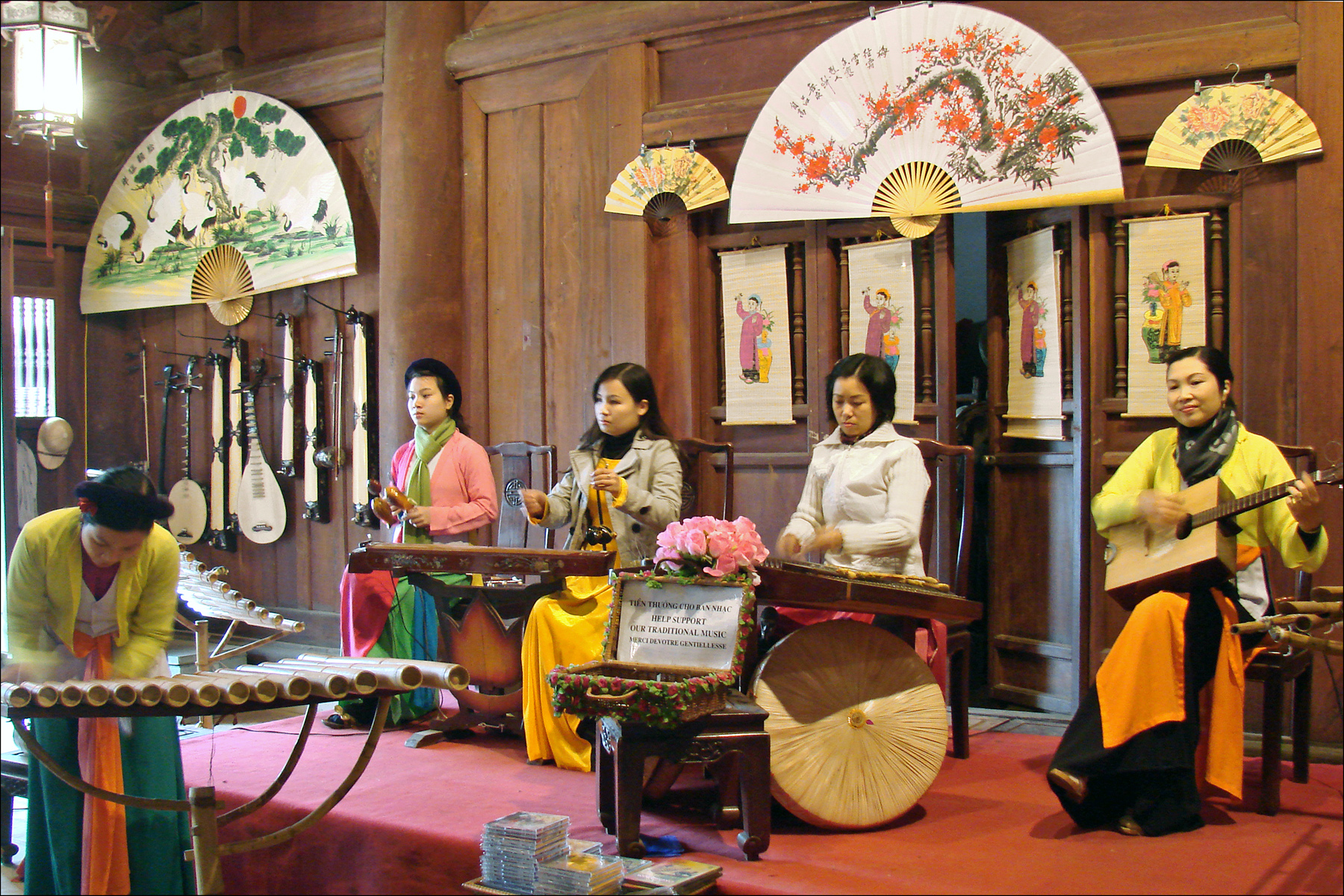
Dàn nhạc dân tộc với người chơi đàn tứ thùng ngồi ngoài cùng bên phải

Đàn tứ có 10 phím, gắn theo hệ thống thất cung chia đều (không có những quảng nửa cung), nghĩa là không hoàn toàn giống hệ thống thất cung của phương Tây. Trong lúc diễn nghệ sĩ dùng cách nhấn dây để tạo âm thanh thích hợp với các loại bài bản. Khi biểu diễn, tay trái sử dụng những kỹ thuật chính như ngón vê, ngón phi, còn tay trái thường dùng ngón vuốt, ngón nhấn, ngón lu yến và đánh chồng âm (tương tự guitar phím lõm). Đàn tứ có âm sắc tươi sáng, thích hợp để diễn tả những giai điệu sôi nổi, mạnh mẽ. Tuy nhiên nên dùng dây tô hay dây nilon, đàn tứ có khả năng diễn đạt tính chất trữ tình.
Tại Việt Nam, đàn tứ thường xuyên xuất hiện trong một số ban nhạc cổ truyền như cải lương hoặc hát bội (bộ), có khi còn dùng 
cải biên chơi nhạc phương Tây. Nhiệm vụ chính của đàn tứ là hòa tấu, đôi khi người ta thích dùng nó để độc tấu hay dùng đàn tứ đệm hát.